# Mala bela čaplja
Mala bela čaplja (lat. Egretta garzetta) vrsta je ptice iz porodice čaplji (Ardeidae).

## Opis
Mala bela čaplja ima sve tipične odlike čaplji: dug kljun, vrat i noge. U letu vrat drži povijen, a noge opružene. Boja i odraslih i mladih ptica je sasvim bela, dok je kljun crn, mada postoje i tamniji primerci sa plavkasto-sivim perjem. Koren kljuna i stopala su žućkasti. Mužjak u bračnom perju ima na zatiljku dva duga ukrasna pera. Odrasle jedinke su duge 55–65 cm sa rasponom krila 88–106 cm, a teške su oko 500 grama.

## Rasprostranjenost
Ova ptica je rasprostranjena u južnoj Evropi, južnoj Africi, Maloj, Srednjoj i Istočnoj Aziji, pa preko arhipelaga sve do Australije. Evropski deo populacije živi na Pirinejskom i Apeninskom Poluostrvu, srednjoj Evropi.

## Gnežđenje
Mala bela čaplja stiže krajem marta, odnosno početkom aprila, a napušta nas u septembru. Zimuje na obalama Sredozemnog mora. Gnezdo gradi po drveću i žbunju i to u kolonijama sa drugim vrstama čaplji. Ukoliko je brojnost veća, gnezdi se i sama, ali uvek u koloniji. Jaja najčešće polaže u maju. Ima ih 4-5 i zelenkasto-plavkastih su nijansi. Oba roditelja leže na jajima oko 25 dana. Posle trideset dana od izleganja, mladi napuštaju gnezdo.

## Podvrste
Zavisno od podele, dve ili tri podvrste male bele čaplje su danas prihvaćene:
- – (Linnaeus, 1766): Evropa, Afrika i većina Azije, bez jugoistočne
- – (Temminck, 1840): Istočna Indonezija do Nove Gvineje
- – Australija i Novi Zeland; često se poistovećuje sa

## Galerija
-E. garzetta u letu, Kolkata, Indija
- Jaje male bele čaplje
- Мала бела чапља снимљена на кеју у Земуну
- Мала бела чапља лови